# Prirodopis
Prirodopis oz. prirodoslovje (lat. Historia Naturalis) je od 17. do 19. stoletja označeval vedo o naravi in naravnih pojavih. Glavne definicije vključujejo raziskovanje neživih (mineralogija) in živih bitij (botanika, zoologija, somatologija, teorija evolucije), pogosto ga razširjajo še na predmetna področja današnje paleontologije, ekologije, geologije, včasih pa celo astronomije, fizike in meteorologije.
Prirodopis je kot splošna kategorija pokrival vsakršno tedanjo znanstveno obravnavo narave (z izjemo medicine in njene tedanje poddiscipline fiziologije), čeprav dolgo časa ni bil uveljavljena samostojna disciplina, ki bi jo denimo poučevali na univerzah. V tem smislu je bil poglavitni kriterij razlikovanje glede na politično ali cerkveno zgodovino. Takšna obširna oznaka se še danes uporablja za muzeje ali društva, npr. Prirodoslovni muzej Slovenije, Prirodoslovno društvo Slovenije. Bolj natančna določitev prirodopisa pa zoperstavlja njegov pretežno deskriptivni značaj tedanji filozofiji narave, ki si je kot cilj zastavljala razlago pojavov.
Živahni razvoj znanosti in znanstvenih metod v 19. stoletju je s seboj prinesel vrsto novih disciplin, ki so počasi izpodrivale stare. Vzporedno s tem se je prirodopis kot generični termin umikal terminu naravoslovje. V Sloveniji se je kot šolski predmet ohranil vse do polovice 20. stoletja.